# Entada pervillei
Entada pervillei là một loài thực vật có hoa trong họ Đậu. Loài này được (Vatke) R.Vig. miêu tả khoa học đầu tiên.